# Vals-près-le-Puy

Vals-près-le-Puy este o comună în departamentul Haute-Loire, Franța. În 2009 avea o populație de 3,544 de locuitori.